# Novosadska skupština
Velika narodna skupština Srba, Bunjevaca i ostalih Slavena u Banatu, Bačkoj i Baranji održana u Novom Sadu 25. studenoga 1918. izglasala je priključenje Baranje, Bačke i Banata Kraljevini Srbiji, čime se de facto izdvojila iz Države Slovenaca, Hrvata i Srba. Skupština je održana nakon proglašenja mađarske republike, a na njoj je 757 predstavnika naroda iz 211 općina izglasovalo odcjepljenje spomenutoga teritorija od Ugarske, prekid državnopravnih odnosa s Austro-Ugarskom te proglasilo njegovo ujedinjenje s Kraljevinom Srbijom u okvirima nove jugoslavenske državne zajednice. Sastav skupštine je bio sljedeći: 578 Srba, 89 Hrvata, 62 Slovaka, 21 Rusin, 6 Nijemaca i 1 Mađar. Frapantna je činjenica da je na tom području bilo Nijemaca i Mađara zajedno dva puta više od Srba, a da su oni imali 7, a Srbi 578 delegata.

## U Državi SHS
U listopadu 1918. niti Hrvati niti Srbi nisu bili potpuno jedinstveni u pogledu rješenja državno-pravnog položaja i statusa Baranje, Bačke i Banata, (ne Vojvodine jer autonomna Vojvodina nastaje tek u drugoj Jugoslaviji). Dio Hrvata blizak mađarskim elitama zagovarao ostanak južnougarskoga područja u sastavu mađarskih zemalja, a dio srpskih političkih prečanskih elita, predvođenih radikalom Jašom Tomićem, u tim trenutcima držao se potpuno po strani, gotovo zatečen brzinom odvijanja događaja, dok je drugi dio patriotski orijentiranih Hrvata i Srba zagovarao da se taj teritorij priključi Državi SHS koja se tih dana ustrojavala u Zagrebu. U tom pogledu unutar Narodnoga vijeća u Zagrebu osnovan je i poseban klub zastupnika Hrvata i Srba s područja južne Ugarske, a od bunjevačkih Hrvata u njemu su sudjelovali vlč. Blaško Rajić, Stipan Vojnić Tunić, Marko Ivković Ivandekić, Stipan Buljovčić i Matija Evetović. Od srpskih predstavnika u zagrebačkome Narodnom vijeću sudjelovali su somborski dirigent Petar Konjević i Vasa Stajić te nešto kasnije subotički radikal Manojlović, a vezu sa Zagrebom od prvoga dana održavali su i novosadski srpski demokrati Tihomir Ostojić i Ignjat Pavlas.
Oni su trebali pomoći oko organizacije nove južnoslavenske države nastale na nekadašnjem ozemlju raspale Austro-Ugarske Monarhije. Upravo jedan dio tih političkih predstavnika Hrvata i Srba s navedenoga područja sudjelovao je 29. listopada 1918. i na zasjedanju Sabora kada je donesena odluka o raskidanju državno-pravnih odnosa s Austrijom i Ugarskom, a jedan od tadašnjih vođa bačkih Hrvata-Bunjevaca vlč. Blaško Rajić ne samo da je bio nazočan na tom povijesnome zasjedanju nego je zajedno s tadašnjim zagrebačkim nadbiskupom Bauerom tom prigodom koncelebrirao u katedrali misu za novu državu (odsjeo je u nadbiskupskim dvorima). Ipak, u tome kaotičnom vremenu Država SHS bila je u vrlo teškom položaju jer je na cijelome terenu vladala posvemašnja anarhija i rasap staroga državnog sustava, a na vanjskopolitičkom planu prijetila je ekspanzionistička i vrlo militantna politika Italije i Srbije koje su željele njezin teritorij međusobno podijeliti kako im je ranije jamčeno u Londonu.

## Banatska Republika
Kratka revolucija, 31. listopada 1918. značila je početak raskida veza Ugarske s Austrijom. Kralj Karlo IV. postavio je za predsjednika vlade Mihály Károlyija, vođu ustanka. Nijemci i Mađari, drugi i četvrti narod po brojnosti na području Banata proglasili su istog ili sljedećeg dana, 1. studenog, Banatsku Republiku. Na čelu civilne vlasti je bio Nijemac Otto Roth, dok je vojni zapovjednik bio Mađar Albert Barta, koji je 9. studenog postao ministar obrane nove Mađarske. Republika je priznata od strane nove mađarske vlasti, a u Banatsko narodno vijeće osim predstavnika Nijemaca i Mađara ušli su i predstavnici Rumunja i Srba, prvog i trećeg naroda po brojnosti. Rumunji nisu željeli Banatsku Republiku već ujedinjenje s Rumunjskom. Banatsko narodno vijeće organiziralo je vojne odrede i narodne straže, 4. studenog 1918. u namjeri preuzimanja kontrole nad Banatom. Međutim, srpska vojska uz pomoć francuske je zauzela 15. studenog cijelo ozemlje Baranje, Bačke i Banata, čime je Banatska Republika prestala postojati. Dan poslije, 16. studenog, kralj Karlo IV. je proglasio povlačenje iz mađarske politike, proglašena je Demokratska Republika Mađarska, koja je morala prihvatiti novonastalu situaciju.

## Pribićevićevo kidanje veza
To kaotično stanje posebice je vješto iskorištavao dopredsjednik zagrebačkoga Narodnog vijeća jugounitarist i špijun srbijanske vlade Svetozar Pribićević koji je rad toga izvršnog tijela nove vlasti usmjeravao prema što bržem bezuvjetnom ujedinjenju s Kraljevinom Srbijom pa je vlč. Rajiću, ali i Vasi Stajiću tom prigodom jasno poručio: "Kidajte veze sa Zagrebom!" Rajić je nakon povratka u Suboticu, koja je tada bila središte narodnoga pokreta u Bačkoj, Banatu i Baranji, 2. studenog izvijestio predstavnike Hrvata i Srba na sastanku organiziranom u prostorijama Hrvatske zemaljske banke te je i odlučeno da se akcija za odvajanje toga prostora nastavi na tragu zagrebačkih odluka, što su potvrdili i subotički srpski predstavnici na svome sastanku 5. studenog održanome u domu braće Manojlović.
U međuvremenu i radikal Jaša Tomić s dijelom njemu odanih novosadskih Srba tada poduzima jaču akciju prema Beogradu iako mu u to vrijeme monarhističke elite još nisu bile potpuno sklone zbog njegova ranijega pasivnog držanja. On je od tih elita tek naknadno dobio instrukciju o što bržoj organizaciji Velike narodne skupštine za Baranju, Bačku i Banat u Novom Sadu na kojoj bi se donijela odluka da ujedinjenje ne ide preko Zagreba, nego samo preko Beograda. O svojim kontaktima i planovima on nije izvijestio subotičke bunjevačke Hrvate, ali ni njemu neskloni dio prečanskih Srba.
Posebice upada u oči kako na tu skupštinu gotovo i nisu bili pozvani Mađari i Nijemci koji su tada činili više od polovice stanovništva pa već taj čin upućuje na nedemokratsko i zakulisno postupanje prečanskih srpskih radikala (po popisu stanovništva iz 1910. godine na tom prostoru je živjelo 32,6% Mađara i 23,7% Nijemaca). Na navedenoj skupštini od 757 na brzinu skupljenih izaslanika sudjelovalo je 578 Srba, 89 Hrvata Bunjevaca, 62 Slovaka, 21 Rusin i tek 6 Nijemaca te 1 Mađar pa je razvidno kako se na skupštini tendenciozno opstruirala želja da se Baranja, Bačka i Banat integrira uz pomoć Zagreba ili da ostane u sastavu južne Ugarske, tj. Mađarske. Ključnu ulogu u tom pogledu odigrao je upravo prečanski radikal Jaša Tomić koji je prije početka same skupštine na pripremnoj konferenciji iznio prijedlog da se spomenute pokrajine odmah ujedine s Kraljevinom Srbijom mimo Države SHS i bez znanja Narodnog vijeća u Zagrebu.

## Novosadska deklaracija
Već tada tomu se jasno odupro predstavnik bunjevačkih Hrvata Babijan Malagurski koji je čak i zaprijetio kako će oni napustiti taj farsični skup ako se ne izmijeni sadržaj dokumenta te ne vrati na prvobitni prijedlog da se ide preko Zagreba, kako je ranije dogovoreno u Subotici i Novom Sadu. Ipak, postignut je kompromis da se izrade dvije deklaracije te je skupština održana. U tako naelektriziranome ozračju punome emocija Tomić je naknadno uspio progurati svoje rješenje, ali je u jednom dijelu Novosadske deklaracije u točki 2 dio teksta u kojem je pisalo ujedinjenje u "jugoslavenske zemlje" zamijenio naknadno riječima "ujedinjenje s Kraljevinom Srbijom", te je već i taj čin falsifikat za koji u tom trenutku nisu znali hrvatski predstavnici na čelu s vlč. Rajićem i ostalim hrvatskim izaslanicima te su oni podržali Deklaraciju pritom odabirući predstavnike za suradnju i sa Zagrebom i s Beogradom.
Upravo to je Tomiću poslužilo da prikrije svoje stvarne planove priključenja toga teritorija izravno Srbiji, a u stvarnosti to je već ranije učinila srpska vojska zauzimajući taj teritorij i izbijajući na zamišljenu sjeveroistočnu crtu novih srpskih zemalja Maros-Baja-Subotica-Pečuh. Stoga Velika narodna skupština nije ništa drugo nego povijesni falsifikat, jer se veliki dio stanovništva nije o tome aktu niti mogao izjasniti dok je drugi dio bio iznimno izmanipuliran od strane Jaše Tomića. Ne treba zaboraviti i činjenicu kako tijekom trijanonskih pregovora predstavnici srbijanske vlade nisu bili u potpunosti zainteresirani za cijeli teritorij Baranje i Bačke te je i sam ministar i kasniji premijer Nikola Pašić tada izjavio: "dosta je Latina" (misleći pritom na katolike - bunjevačke Hrvate), što zorno svjedoči da je on već tada osjećao ugrozu od toga nesrpskog stanovništva Bačke i Baranje u pogledu ostvarenja srpskih političkih ciljeva.
Posljedica te njegove odluke bila je odustajanje u pregovorima od teritorija Baranje oko Pečuha i Mohača i Bajskog trokuta, tada također umnogome nastanjenoga bunjevačkim i šokačkim Hrvatima, što je tamošnje hrvatsko katoličko stanovništvo i ponukalo na prvo veliko nezadovoljstvo prema odlukama monarhističke beogradske vlade jer je po prvi put taj narod podijeljen između dviju država. To je ujedno bio i prvi politički poraz hrvatskih elita u srazu s jugounitarističkim i velikosrpskim monarhističkim krugovima jer nisu mogli ili nisu znali zaštititi interese Hrvata u Bačkoj i Baranji, a vrlo brzo se i pokazalo kako je taj prostor postao i moneta za potkusurivanje u srazu dvaju vodećih naroda u prvoj jugoslavenskoj zajednici.